# Red Lights Flash
Red Lights Flash este o formație punk din Graz, Austria.
Formația a fost formată în 1997.

## Discografie
- 1999 Stop When... (Oprește-te cînd...)
- 2001 And Time Goes By (Și timpul se scurge)
- 2005 Free (Liber)